# Coming Up (album)
Coming Up je třetí studiové album anglické alternativní rockové skupiny Suede. Bylo vydáno v září 1996 společností Nude Records. Jedná se o první album kapely po odchodu kytaristy Bernarda Butlera, který byl nahrazen Richardem Oakesem. Ke kapele se také přidal klávesák Neil Codling. V roce 1997 bylo Coming Up nominováno na Mercury Prize.

## Seznam skladeb
| Pořadí | Název                    | Autor                         | Délka |
| ------ | ------------------------ | ----------------------------- | ----- |
| 1.     | Trash                    | Brett Anderson, Richard Oakes | 4:06  |
| 2.     | Filmstar                 | Anderson, Oakes               | 3:25  |
| 3.     | Lazy                     | Anderson                      | 3:19  |
| 4.     | By the Sea               | Anderson                      | 4:15  |
| 5.     | She                      | Anderson, Oakes               | 3:38  |
| 6.     | Beautiful Ones           | Anderson, Oakes               | 3:50  |
| 7.     | Starcrazy                | Anderson, Neil Codling        | 3:33  |
| 8.     | Picnic by the Motorway   | Anderson, Oakes               | 4:45  |
| 9.     | The Chemistry Between Us | Anderson, Codling             | 7:04  |
| 10.    | Saturday Night           | Anderson, Oakes               | 4:32  |

## Obsazení
Suede
- Brett Anderson – zpěv
- Richard Oakes – kytara
- Mat Osman – baskytara
- Simon Gilbert – bicí
- Neil Codling – klávesy